# Autobiografische strip
Een autobiografische strip is een stripverhaal waarbij de inhoud van de strip is onlosmakelijk is verbonden met de identiteit van de auteur. Deze vertelt een verhaal waarin hij zelf is betrokken. De autobiografische gegevens hoeven niet echt te zijn.

## Geschiedenis

#### Provocatief autobiografisch
De eerste autobiografische strips verschenen eind jaren 60 in Amerika. Dit waren undergroundstrips die verschenen in zelfuitgegeven bladen als Zap Comics. Veel van deze verhalen handelden conform de tijdgeest van de hippies over vrije seks en drugsgebruik en hadden voornamelijk een provocatief karakter, Robert Crumb, S. Clay Wilson, Kim Deitch, Vaughn Bodé. In Nederland en België Peter Pontiac

##### Buitenbeentje
Jan Kruis begon in de jaren zeventig in damesweekblad de Libelle de avonturen van Jan, Jans en de kinderen.

#### Introspectief autobiografisch
In de jaren 80 ontstond er in Frankrijk de striproman, de 'literaire' strip. Een aantal van deze strips werden geschreven vanuit een autobiografisch perspectief. De insteek van deze albums was afwijkend van de strips uit het seksuele revolutie-tijdperk en werden niet om provocatieve of politieke redenen gemaakt, maar vanuit een introspectief handelen, de ik generatie. In Frankrijk was met name Baudoin hierin een pionier. In Nederland was Rudolf Kahl een introspectief autobiograaf avant la lettre met zijn boek 'Herinneringen'. In Amerika verscheen Maus van Art Spiegelman. In navolging van deze auteurs verscheen er veel autobiografisch werk bij de Franse uitgeverij l'Assocation, van onder andere David B., Marjane Satrapi en bij de Canadese uitgeverij Drawn and Quarterly, Seth, Chester Brown, Joe Matt, Julie Doucet. In Nederland en België Peter Pontiac met Kraut over zijn vader in de oorlog en Jeroen Janssen over zijn leven in Afrika in Muzungu, Nachtegaal in de Stad.

#### Positief autobiografisch
Halverwege de jaren 90 ontstond er in Frankrijk een nieuwe golf van tekenaars die tevens bij een groot publiek populair werden en qua tekenstijl vrolijker waren dan de generatie ervoor. Veel bolle neuzen en oenige karakters met hilarische situaties waarin de problematiek van het dagelijks bestaan uitvergroot wordt, maar de dubbele bodem bij een aantal van deze verhalen deelt nog altijd dezelfde melancholie als de sombere introspectieve autobiografische strips. Een aantal van deze verhalen handelden niet over de auteur zelf, maar over alter ego's van de tekenaars zelf. Meneer Johan van Dupuy en Berberian, De Dagelijkse Worsteling en Terug naar de natuur van Manu Larcenet, de autobiografische strips van Lewis Trondheim waarin hij zichzelf portretteert als havik. In Canada Paul Rabatliagi, Guy Delisle. In Nederland en België Barbara Stok, Maaike Hartjes, Gerrie Hondius, Michiel van de Pol, Erik de Graaf, Judith Vanistendael, Gerard Leever met zijn "Gleevers Dagboek" en enkele korte strips van Jean-Marc van Tol.

#### Politiek autobiografisch
In de jaren zeventig was politiek een belangrijk onderwerp voor de Amerikaanse tekenaars. In de jaren 80 en 90 verdween dit grotendeels door het generatie x-tijdperk, het ik-denken vervangt het wij-denken uit de jaren zeventig. De strips handelden over de auteur zelf. De aanslagen op 11 september 2001 vormt in dit denkpatroon een omslag voor Art Spiegelman die met zijn In de schaduw van twee torens een hernieuwde belangstelling toont voor politiek in strip. Ook Judith Vanistendaels thema in De Maagd en de Neger reikt verder dan alleen het leven van de auteur zelf en snijdt de asielzoekersproblematiek in België aan.

## Bekende Nederlandse en Vlaamse autobiografische striptekenaars
- Floor de Goede
- Erik de Graaf
- Maaike Hartjes
- Gerrie Hondius
- Aimée de Jongh
- Rudolf Kahl
- Gerard Leever
- Michiel van de Pol
- Peter Pontiac
- Barbara Stok
- Judith Vanistendael
- Tim van Broekhuizen

## Andere autobiografische striptekenaars
- Derf Backderf
- Lynda Barry
- Edmond Baudoin
- Alison Bechdel
- Chester Brown
- Robert Crumb
- Guy Delisle
- Debbie Drechsler
- James Kochalka
- Jarrett J. Krosoczka
- Ulli Lust
- Joe Matt
- Riad Sattouf
- Marjane Satrapi
- Art Spiegelman
- Craig Thompson
- Michel Rabagliati